# Paradoxism
Paradoxismul este un curent cultural de avangardă inițiat de Florentin Smarandache în anii 1980 ca un protest antitotalitar. El se bazează pe folosirea excesivă de antiteze, antinomii, oximoroni, contradicții, devieri de sensuri, paradoxuri în creație. 
Florentin Smarandache, scriitor și cercetător știintific, dorea “lărgirea sferei artistice prin elemente neartistice și prin experimente contradictorii; în special creație în contra-timp, contra-sens”.

## Etimologie
«Paradoxism = paradox + ism, înseamna teoria și scoala de folosire excesivă a paradoxurilor în creație.» (F. Smarandache)

## Istoric
«“Paradoxismul a pornit ca un protest anti-totalitar impotriva
unei societati inchise, Romania anilor 1980, unde intreaga
cultura era manipulata de un singur grup. Numai ideile lor
contau. Noi, ceilalti, nu puteam publica aproape nimic.
Si-atunci am zis: hai sa facem literatura… fara a face
literatura! Sa scriem… fara sa scriem nimic. Cum? Simplu:
literatura-obiect. ‘Zborul unei pasari’, de pilda, reprezenta un
“poem natural”, care nu mai era nevoie sa-l scrii, fiind mai
palpabil si perceptibil decat niste semne asternute pe hartie,
care, in fond, ar fi constituit un “poem artificial”: deformat,
rezultat printr-o traducere de catre observant a observatului,
iar orice traducere falsifica intr-o anumita masura. ‘Masinile
uruind pe strazi’ era un “poem citadin”, ‘taranii cosand’ un
“poem semanatorist”, ‘visul cu ochi deschisi’ un “poem
suprarealist”, ‘vorbirea in dodii’ un “poem dadaist”, ‘conversatia
in chineza pentru un necunoscator al acestei limbi’ un “poem
lettrist”, ‘discutiile alternante ale calatorilor, intr-o gara, pe
diverse teme’ un “poem postmodernist” (inter-textualism).
O clasificare pe verticala? “Poem vizual”, “poem sonor”,
“poem olfactiv”, “poem gustativ”, “poem tactil”. 

Alta clasificare in diagonala: “poem fenomen (al naturii)”,
“poem stare sufleteasca”, “poem obiect/lucru”. In pictura,
sculptura analog – toate existau in natura, de-a gata.
Deci, un protest mut am facut!

Mai tarziu, m-am bazat pe contradictii. De ce? Pentru ca
traiam in acea societate o viata dubla: una oficiala –
propagata de sistemul politic, si alta reala. In mass-media se
promulga ca ‘viata noastra era minunata’, dar in realitate ‘viata
noastra era mizerabila’. Paradoxul in floare! Si atunci am luat
creatia in deriziune, in sens invers, sincretic. Astfel s-a
nascut paradoxismul. Bancurile populare, la mare voga in
‘Epoca’ Ceausescu, ca o respiratie intelectuala, au fost surse
de inspiratie superbe.

“Non”-ul si “Anti”-ul din manifestele-mi paradoxiste au avut un
caracter creativ, nicidecum nihilist (C. M. Popa). Trecerea de
la paradoxuri la paradoxism a descris-o foarte documentat Titu
Popescu intr-o carte clasica asupra miscarii: “Estetica
paradoxismului” (1994). Pe cand I. Soare, I. Rotaru, M. Barbu,
G. Niculescu au studiat paradoxismul in opera mea literara.
N. Manolescu se exprima despre un volum de versuri al meu
ca este "in raspar".

Nu am avut un premergator care sa ma fi influentat, ci m-am
inspirat din situatia pe dos care exista in tara. Am pornit din
politic, social, si treptat am ajuns la literatura, arta, filozofie,
chiar stiinta.

Prin experimente bazate pe contradictii s-au adus termeni noi
in literatura, arta, filozofie, stiinta, chiar si noi proceduri,
metode, algoritmi de creatie. Intr-unul dintre manifeste
propusesem deturnarea sensului, de la figurat la propriu,
interpretari in contra-sens ale expresiilor si cliseelor lingvistice,
etc. Iar in 1993 am efectuat un turneu paradoxist in Brazilia pe
la universitati si asociatii literare.

In decursul a 20 de ani de existenta a paradoxismului, s-au
publicat 25 de carti si peste 200 comentarii (articole, recenzii,
note), plus 3 antologii internationale cuprinzand circa 300
scriitori de pe glob, cu texte in diverse limbi.» (Florentin
Smarandache)

## Caracteristicile Paradoxismului
Florentin Smarandache a definit următoarele trăsături  caracteristice ale Miscării:
«*1)	Teza fundamentală a Paradoxismului: 
orice are în același timp un înțeles și un nonînțeles, în armonie unul cu altul; 

- 2)	Esența Paradoxismului:

sensul are un nonsens și, in mod reciproc, nonsensul are un sens;

- 3)	Motto-ul Paradoxismului:

“Totul este posibil, chiar și imposibilul !”;
- 4)	Simbolul Paradoxismului:

o spirală – iluzie optică sau un cerc vicios;
- 5)	Delimitările fața de alte mișcări de avangardă:

a)	Paradoxismul are o semnificație, în timp ce dadaismul, letrismul nu o au;

b)	Paradoxismul face cunoscute în mod special contradicțiile, antinomiile, antifrazele, antagonismul, nonconformismul, paradoxurile în orice domeniu (literatură, artă, știință), în timp ce futurismul, cubismul, suprarealismul, abstractionismul și toate celelalte mișcări de avangardă nu se bazeaza pe ele;

- 6)	Direcțiile de dezvoltare ale Paradoxismului sunt:

a)	utilizarea de metode științifice (în mod special algoritmi) pentru generarea și studierea contradicțiilor lucrărilor literare și artistice;

b)	crearea de lucrări contradictorii, literare și artistice, în spații științifice utilizând simboluri, metalimbaje, matrice, teoreme, leme, etc.»

## Cele șase Manifeste ale Paradoxismului
Florentin Smarandache a lansat de-a lungul vremii șase Manifeste Paradoxiste. 

### Primul manifest paradoxist
«Primul dintre ele a apărut în anul 1983,  în cartea sa “Le Sens du Non-Sens” (Sensul nonsensului) , un volum de poeme experimentale publicat la “Editions Artistiques” din Fes, Maroc, unde autorul se afla ca profesor cooperant. Titlul acestui manifest era “Pentru o nouă mișcare literară: Paradoxismul” (tradus de autor în engleză  ) și avea urmatorul text:

“Eu nu sunt poet. Am pornit de la matematici. La drept vorbind, fusesem mirat: de ce exista paradoxuri în matematica? Cea mai exacta stiinta, «Regina stiintelor» – cum a denumit-o Gauss, admite lucruri false si adevarate in acelasi timp? Atunci, de ce nu si literatura? De ce nu exista paradoxuri în literatura, care pare destul de deschisa, destul de maleabila? Si, am incercat sa le gasesc. Totul este posibil. Deci, acest volum, de asemenea!

Cititi, prieteni ai mei, nonparadoxuri de toate zilele! Exprimate în propozitii naive, zilnice:

- contradictii dure;

- antiteze puternice;

- expresii figurate, interpretate la propriu;

- jocuri de cuvinte;

- comparatii contrariate;

- cuvinte puse in mai multe sensuri in acelasi timp;

- repetitii absurde;

- parodii ale proverbelor.

Non-versuri, non-opera.

Non-literatura... nu-da!

Scrieti, prieteni ai mei, paradoxurile noastre de toate zilele! Paradoxurile vietii: a iubi si a detesta, a fi iubit si a fi detestat in acelasi timp.
Programati calculatoarele electronice sa scrie in locul vostru! Nici un cuvânt gratuit in poezie sau mai bine poezii fara cuvinte... Acestea din urma vor fi in sfârsit citite. Daca precursorii au spus o idee, voi spuneti contrariul!!
Scrieti, prieteni ai mei. PRONUNTATI O ANATEMA CONTRA ACESTEI TEME!».

### Al doilea manifest paradoxist
În limba engleză: http://fs.unm.edu/a/SecondParadoxistManifesto.htm.

### Al treilea manifest paradoxist
(aparut in volumul “LE PARADOXISM: un nouveau mouvment litteraire” –
PARADOXISMUL: o nou` miscare literara, tiparit la Bergerac, Franta, 1992)
«Am parasit comunismul totalitar si am emigrat in Statele Unite pentru libertate. Deci, nu-mi impun reguli literare! Sau, daca voi le faceti, eu le voi incalca. 

Eu nu sunt poet si de aceea scriu poezie. Eu sunt un antipoet sau un nonpoet. Astfel, am venit in America pentru a reconstrui Statuia Libertatii Versului eliberat de sub tirania clasicismului si a dogmelor sale. Eu autorizez orice indrazneala: antiliteratura si literatura sa; forme flexibile fixate sau imaginea vie a mortii!; stilul nonstilului; poeme fara versuri (pentru ca notiunea de «poem» nu corespunde nici unei definitii din dictionare sau din enciclopedii) – poeme care exista prin absenta lor; poeme fara cuvinte, fara fraze; literatura dupa razboi – pagini intregi bombardate cu murdarie, pulverizate prin repetare si nonpoetic; versuri (numai) paralingvistice – grafii, portrete lirice, desene, bruioane; vers liber rasturnat – vers ermetic si trivial, limbaj inteligibil-noninteligibil; probleme de matematica fara solutii, precum poeme de spirit foarte dragute – trebuie sa scientificam arta an acest secol tehnic; texte impersonale personalizate; soc electric; transformarea imposibilului in posibil sau a anormalului in normal; ARTA pentru NONARTA; a face literatura din orice, a face literatura din nimic!
Poetul nu este un print al notelor false ]ipate! Notiunile de poezie si de derivate ale acesteia au devenit demodate in acest secol si oamenii râd de ele cu dispret! Mi-e rusine sa afirm ca am compus texte lirice, eu le ascund. Oamenii nu mai citesc si nu mai asculta texte lirice si cu atât mai putin vor vrea acest volum, pentru ca nu-i nimic de citit in el! Totusi, Paradoxismul nu-i nici nihilism, nici disparitate. 

Aceasta carte de nonpoeme este un protest contra comercializarii Artei. Voi, scriitorii, va vindeti sentimentele? Creati numai pentru bani? Sunt publicate numai carti de crime, de sex, de orori. Unde este adevarata ARTA?... Puteti gasi in aceasta carte de poeme neselectionate tot ceea ce nu aveti nevoie si care nu va place: poeme care nu trebuie citite, care nu trebuiau scrise nicidecum!
Bucurati-va de asta. Numai dupa suferinta poti sti ce este placerea. Ele va ofera o oglinda a spiritului infinit al fiecaruia dintre voi. Arta, in general, este impinsa spre frontierele sale extreme pâna la nonarta si chiar mai departe... O carte cu pagini albe valoreaza mai mult decât una care nu spune nimic. Prin urmare, este utilizat un limbaj foarte abstract si simbolic, dar, in mod paralel, foarte concret: versuri nerestrictive cu n-are importanta ce forma sau continut. Ele utilizeaza clisee contra lor insele.

TOTUL ESTE POSIBIL, DECI SI IMPOSIBILUL! 

Atunci, nu va suparati din cauza acestei anticarti! Daca nu o intelegeti, asta vrea sa spuna ca ati inteles totul. Acesta este scopul acestui manifest. Pentru ca Arta nu este pentru gândire, ci pentru sentimente. Pentru ca Arta este de asemenea si pentru gândire. Incercati sa interpretati neinterpretabilul! 
 Imaginatia dumneavoastra va inflori ca un cactus in desert. Dar, Manifestul Paradoxist, in mod special, este o revolta a emigrantului impotriva limbii tarii sale de adoptie, pe care el nu o vorbeste (o carte antilimbaj intr-un lexic foarte sarac – discursul de mâine?)...»

În engleză: http://fs.unm.edu/a/ThirdParadoxistManifesto.htm.

### Al patrulea manifest paradoxist (Teoria distihului paradoxist)
În engleză: http://fs.unm.edu/a/FourthParadoxistManifesto.pdf.

Distihul paradoxist este format din doua versuri, antitetice unul altuia, dar care impreuna definesc (sau fac legatura cu) titlul.

De obicei, al doilea vers este intr-un grad mai mare sau mai mic de conflict cu primul.

### Al cincilea manifest paradoxist (Aplicații ale paradoxismului)
Sunt prezentate aplicații ale paradoxismului în știință (fuziunea informației, cibernetică, robotică, aeronautică, medicină, cercetarea militară, logică, teoria mulțimilor, probabilități și statistică, geometrie, teoria multispațială și multistructurală, transdisciplinaritate, fizică) la NASA, NATO, Universitatea Berkeley, etc. și de asemenea în filozofie, lingvistică, artă...

În engleză: http://fs.unm.edu/a/FifthParadoxistManifesto.htm.

### Al șaselea manifest paradoxist științific (A paradoxism-iza ori a S-nega o teorie în orice domeniu)
În engleză: http://fs.unm.edu/a/SixthParadoxistScientificManifesto.pdf.

Paradoxismul poate fi folosit in orice domeniu. Prin a paradoxism-iza (ori a S-nega) o teorie se intelege validarea partiala si negarea partiala a teoriei in acelasi spatiu, sau numai negarea ei dar in multiple feluri in acelasi spatiu.

In ambele cazuri, se pun in legatura idei conflictuale in aceeasi teorie, de unde rezulta paradoxismul.

Prin paradoxismizarea unei 'notiuni' se obtine o 'pseudo-notiune'; de exemplu, prin paradoximizarea notiunii de norma in stiinta se obtine o pseudo-norma.
 
Acesta este primul manifest stiintific al paradoxismului, si al saselea manifest paradoxist in general.

#### Cărți de poeme și manifeste paradoxiste
F. Smarandache, Pentru o nouă mișcare literară: paradoxismul, în Sensul Nonsensului (în limba franceză), Ed. Artistiques, Fes, Maroc, 1983 [prima publicație paradoxistă]; 

http://fs.unm.edu//LeSensDuNonsens.pdf

#### Cărți de studii despre paradoxism
Titu Popescu, Estetica paradoxismului, Ed. Offsetcolor, Rm. Vâlcea, 2001, 

http://fs.unm.edu//Estetica-Paradoxismului.htm%5Bnefuncțională%5D 

I. Soare, Paradoxism și Postmodernism, Ed. Adrianso, Rm. Vâlcea, 2000,

http://fs.unm.edu//ParadoxismSiPostmodernism.pdf 

C. M. Popa, Mișcarea literară paradoxistă, ARPress, 1992,

http://fs.unm.edu//Miscarea.pdf 

M. Barbu, G. Băjenaru, Radu Enescu, O. Ghidirmic, 
D. Ichim, M. Marinescu, I. Rotaru, F. Vasiliu, Geo Vasile,
Hermeneutica paradoxismului, Ed. Abaddaba, Oradea, 2000,

http://fs.unm.edu//Hermeneutica.pdf 

Janet Nica, Făt-frumox din lacrimă de paradox, Ed. Abaddaba, Oradea, 2000, 

http://fs.unm.edu//Fat-Frumox.pdf 

G. Niculescu, Rebus, umor, paradoxism, Ed. Alfa Press, Cluj-Napoca, 2000, 

http://fs.unm.edu//RUP.pdf 

#### Teatru paradoxist
F. Smarandache, MetaIstorie (trilogie dramatica), ed. Doris, București, 1993,
http://fs.unm.edu//MetaIstorie.pdf 

#### Roman paradoxist
F. Smarandache, NonRoman, Ed. Aius, Craiova, 1993,
http://fs.unm.edu//NonRoman.pdf 

#### Proză scurtă paradoxistă
F. Smarandache, Scrieri defecte, Ed. Aius, Craiova, 1997,
http://fs.unm.edu//ScrieriDefecte.pdf 

#### Antologii paradoxiste internaționale cu texte în multe limbi
F. Smarandache, editor, Fifth International Anthology on Paradoxism (poeme, proză, artă), 2006,
http://fs.unm.edu//ParadoxistAnthology5.pdf 

F. Smarandache, editor, Fourth International Anthology on Paradoxism (poeme, proză), 2004, 
http://fs.unm.edu//ParadoxistAnthology4.pdf 

F. Smarandache, editor, Third International Anthology on Paradoxism (distihuri paradoxiste), 2000, 
http://fs.unm.edu//Third-Anthology-Prd.pdf 

F. Smarandache, editor, Second International Anthology on Paradoxism (poeme, proză, teatru, scrisori), 2000, 
http://fs.unm.edu//ParadoxistAnthology2.pdf 

J.-M. Levenard, I. Rotaru, A. Skemer, editori, First International Anthology on Paradoxism (eseuri, note), 1993, 
http://fs.unm.edu//FirstParadoxistAnthology.pdf 
 